# Fear (альбом Джона Кейла)
Fear — четвёртый студийный сольный альбом Джона Кейла, выпущенный 1 октября 1974 года. Журнал Trouser Press назвал альбом «блестящим, полным сюрпризов и великолепных песен».

## Список композиций
Слова и музыка всех песен — Джон Кейл.
| №  | Название                      | Длительность |
| -- | ----------------------------- | ------------ |
| 1. | «Fear Is a Man's Best Friend» | 3:53         |
| 2. | «Buffalo Ballet»              | 3:29         |
| 3. | «Barracuda»                   | 3:48         |
| 4. | «Emily»                       | 4:23         |
| 5. | «Ship of Fools»               | 4:38         |

| №                   | Название                              | Длительность |
| ------------------- | ------------------------------------- | ------------ |
| 6.                  | «Gun»                                 | 8:05         |
| 7.                  | «The Man Who Couldn't Afford to Orgy» | 4:35         |
| 8.                  | «You Know More Than I Know»           | 3:35         |
| 9.                  | «Momamma Scuba»                       | 4:24         |
| Общая длительность: | Общая длительность:                   | 40:48        |

| №  | Название              | Длительность |
| -- | --------------------- | ------------ |
| 1. | «Sylvia Said» (Remix) | 4:09         |

## Участники записи
- Джон Кейл — вокал, бас-гитара, гитара, клавишные, альт
- Фил Манзанера ― гитара, слайд-гитара в песне «Momamma Scuba»
- Фред Смит ― ударные
- Брайан Ино ― синтезатор, эффекты
- Арчи Леггет ― бас-гитара
- Майкл Демаре ― ударные в песнях «Momamma Scuba» и «Fear»
- Ричард Томпсон — слайд-гитара в песне «Momamma Scuba»
- Брин Хоуорт — слайд-гитара в песне «Momamma Scuba»
- Брайан Таррингтон ― бас-гитара в песне «Momamma Scuba»
- Дорин Чантер  — бэк-вокал
- Ирен Чантер ― бэк-вокал
- Лиза Страйк — бэк-вокал
- Джуди Нейлон ― вокал в песне «The Man Who Couldn't Afford to Orgy»